# Heinkel HD 36
L'Heinkel HD 36 era un aereo da addestramento biposto, monomotore e biplano, sviluppato dall'azienda aeronautica tedesca Ernst Heinkel Flugzeugwerke nella seconda parte degli anni venti e prodotto oltre che dalla stessa in un singolo prototipo, su licenza dalla svedese Centrala Flygverkstaden i Malmslätt (CFM).
Utilizzato dai reparti di addestramento della neoistituita Svenska Flygvapnet, l'aeronautica militare svedese, rimase in servizio fino agli inizi degli anni quaranta.

## Storia del progetto
L'HD 36 venne sviluppato in Germania negli anni venti su richiesta dell'aeronautica militare svedese la quale, al fine di integrare la propria flotta dopo la sua costituzione, era alla ricerca di un nuovo velivolo addestratore. La forza aerea di nuova formazione aveva già valutato l'Heinkel HD 35 giudicandolo sottopotenziato, perciò chiese alla Heinkel di risolvere il problema. La Heinkel apportò quindi delle modifiche all'HD 35 al fine di utilizzare il motore Mercedes D.III. L'HD 36 fece a meno della terza postazione, che era stata una caratteristica della HD 35 e dell'Heinkel HD 21 prima di esso, ma per il resto il velivolo era in gran parte lo stesso. L'unico esempio costruito da Heinkel fu testato dall'aviazione svedese ma non fu giudicato del tutto soddisfacente e venne quindi modificato presso la CFM (la fabbrica dell'aviazione) fino a quando i problemi furono in gran parte eliminati. In seguito la CFM venne incaricata di costruire due lotti di 10 aeromobili tra il 1928 e il 1930 con la denominazione Sk 6 (da Skol. addestratore).
Problemi costanti con i motori comportarono restrizioni sui voli a lungo raggio fino a quando non venne deciso di sostituirli con gli Armstrong Siddeley Puma. Gli aerei così modificati vennero ridesignati come S 6A; il modello, comunque, non rimase in servizio per molto tempo e tutti esemplari vennero messi fuori servizio dopo pochi anni.

## Varianti
HD 36
un esemplare realizzato dalla Heinkel e preso in carico con la designazione Sk 6 dalla forza aerea svedese.
CFM HD 36
venti esemplari realizzati dalla Centrala Flygverkstaden i Malmslätt (CFM) e preso in carico con la designazione Sk 6A dalla forza aerea svedese.